# Medzilaborce
Medzilaborce (mađ. Mezőlaborc, rue. Меджилабірці/Medžilabirci) je grad u Prešovskom kraju u sjeveroistočnoj Slovačkoj. Upravno je središte Okruga Medzilaborce. 

## Karakteristike
Medzilaborce je administrativno i kulturno središte Laborec regije koja je najsiromašnija regija Slovačke. Sa željezničkom prugom povezan je s Poljskom.
Dijelovi grada:
- Medzilaborce
- Borov
- Vydraň

Grad leži u dolini rijeke Laborec u sjeveroistočnoj Slovačkoj, na brežuljcima Niskog Beskida planine koja je karakteristična za ovaj kraj.
U gradu je otvoren 1991. godine  Muzej suvremene umjetnosti Andyja Warhola, koji sadrži mnoge radove i efekte Andyja Warhola i njegova brata Pavla i nećaka Jamesa. Warholova majka, Julia Warhol rođena je i živjela sa suprugom u selu Miková, 17 km zapadno od Medzilaborce.

## Povijest
Najstariji pisani zapis povezan s Medzilaborceom datira iz 1543. U početku selo je pripadalo obitelji Drugeth u 17. stoljeću vlasnik je postala obitelj Csáky, a kasnije u 19. stoljeću vlasnik sela postala je plemićka obitelj Andrassy. Već u 17. stoljeću kroz Medzilaborce je prolazio važan trgovački put koji je povezivao Slovačku s Poljskom, taj put je išao preko planinskog prijevoja Lupkov. Medzilaborce je postao grad 1860. Izgradnja ceste između Humenné i Medzilaborce i dalje do  Galicije preko Lupkovskog prijevoja, doprinijela je razvoju grada i povećenjem broja stanovnika sa 724 stanovnika 1851. do 1.561 stanovnika 1910. godine. Tijekom Prvog svjetskog rata Rusi su došli u grad u veljači 1915. i ostali do svibnja 1915., ostavljajući grad razrušen. Tijekom Čehoslovačke od 1918. do 1938. došlo je do masivne nezaposlenosti i emigracije iz grada. Grad je bio znatno oštećen ponovo tijekom Drugog svjetskog rata. Bio je sjedište općine do 1960., kada je spojena s okrugom Humenné, da bi ponovo postao središte okruga 1996. godine.

## Stanovništvo
| Godina:     | 1994. | 2004.   | 2014.   | 2024.    |
| ----------- | ----- | ------- | ------- | -------- |
| Broj ljudi: | 6646  | 6665    | 6703    | 5723     |
| Razlika:    |       | +0,28 % | +0,57 % | −14,62 % |

| Godina:     | 2023. | 2024.   |
| ----------- | ----- | ------- |
| Broj ljudi: | 5747  | 5723    |
| Razlika:    |       | −0,41 % |

Godine 1910. grad je imao 1561 stanovnika, 677 Rusina, 501 Nijemca i 255 Mađara. 
Po popisu stanivništva iz 2001. godine grad je imao 6741 stanovnika.
- Slovaci 56,42 %
- Rusini 34,16 %
- Ukrajinci 6,13 %
- Romi 1,11 %
- Česi 0,68 %

Prema vjeroispovijesti najviše je grkokatolika 41,15 %, pravoslavaca 40,07 %, rimokatolika 10,15 %, ateista 4,94 % i luterana 0,33 %.

## Vanjske poveznice
- Službena stranica grada

### Ostali projekti
|  | Zajednički poslužitelj ima još gradiva o temi Medzilaborce |